# Брухзаль (станція)
49°07′26″ пн. ш. 8°35′24″ сх. д. / 49.1239° пн. ш. 8.58992° сх. д.

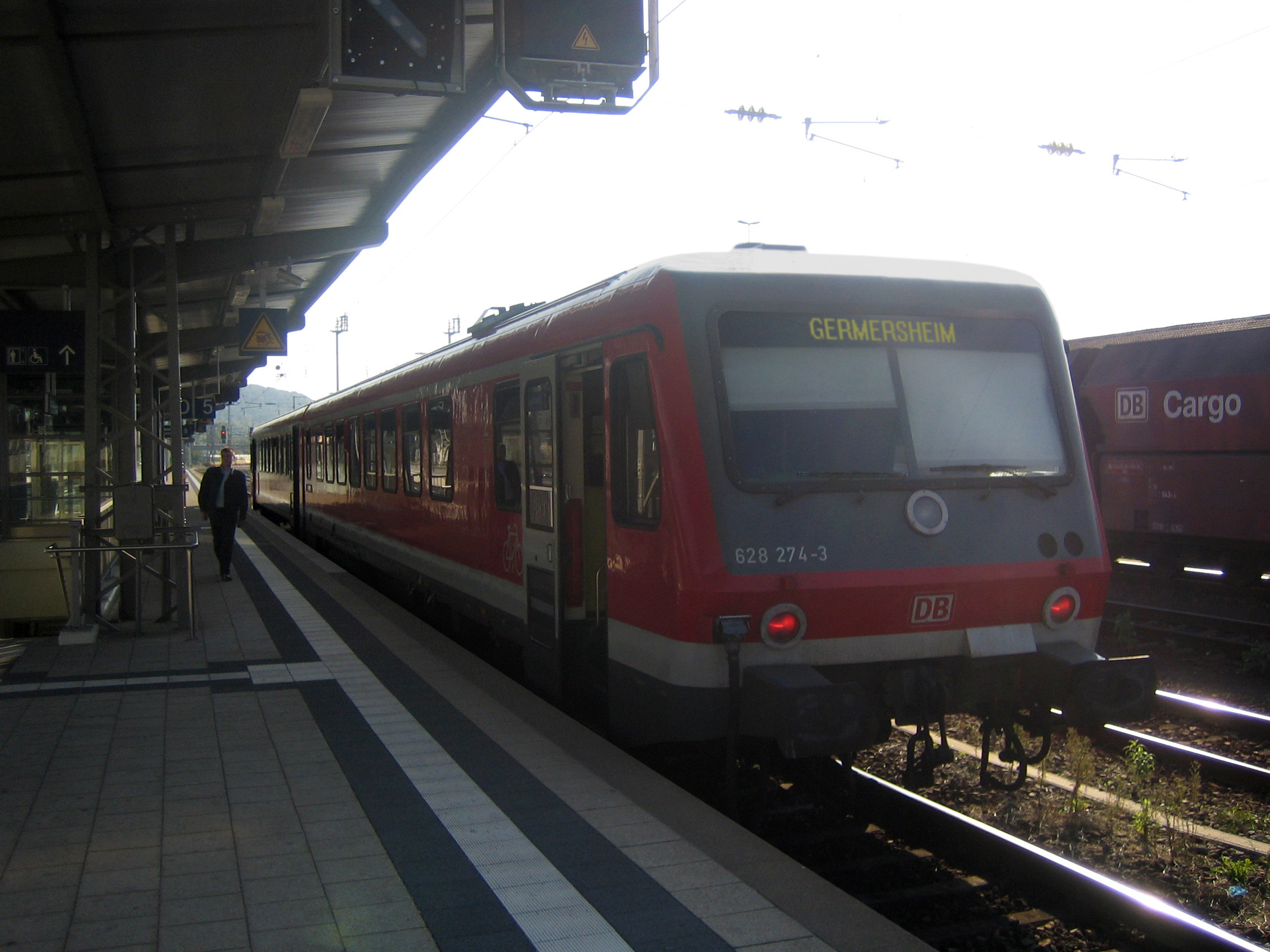
Поїзд Брухрейнської залізниці в Брухзалі

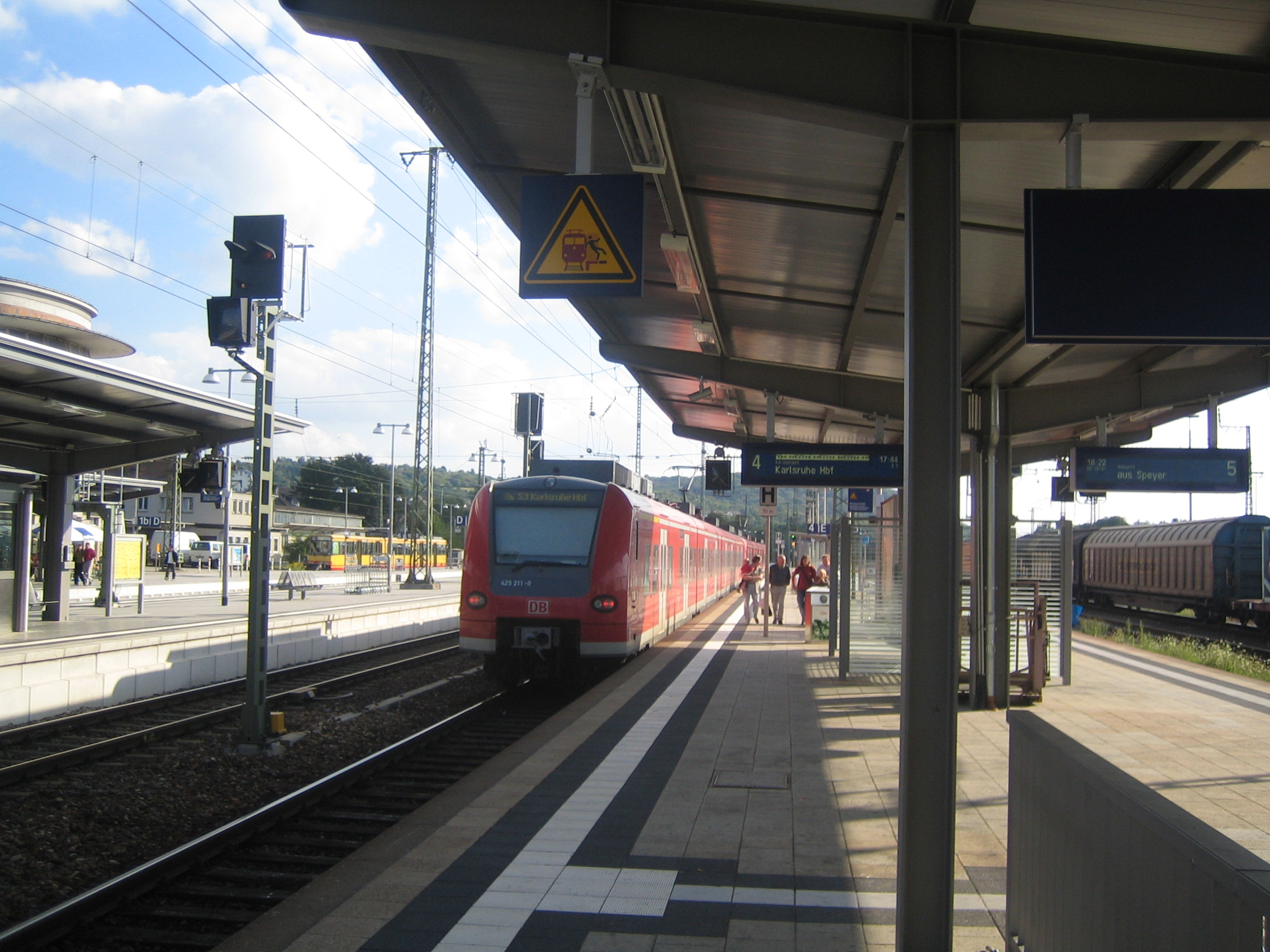
S3 S-Bahn Рейн-Неккар на станції Брухзаль

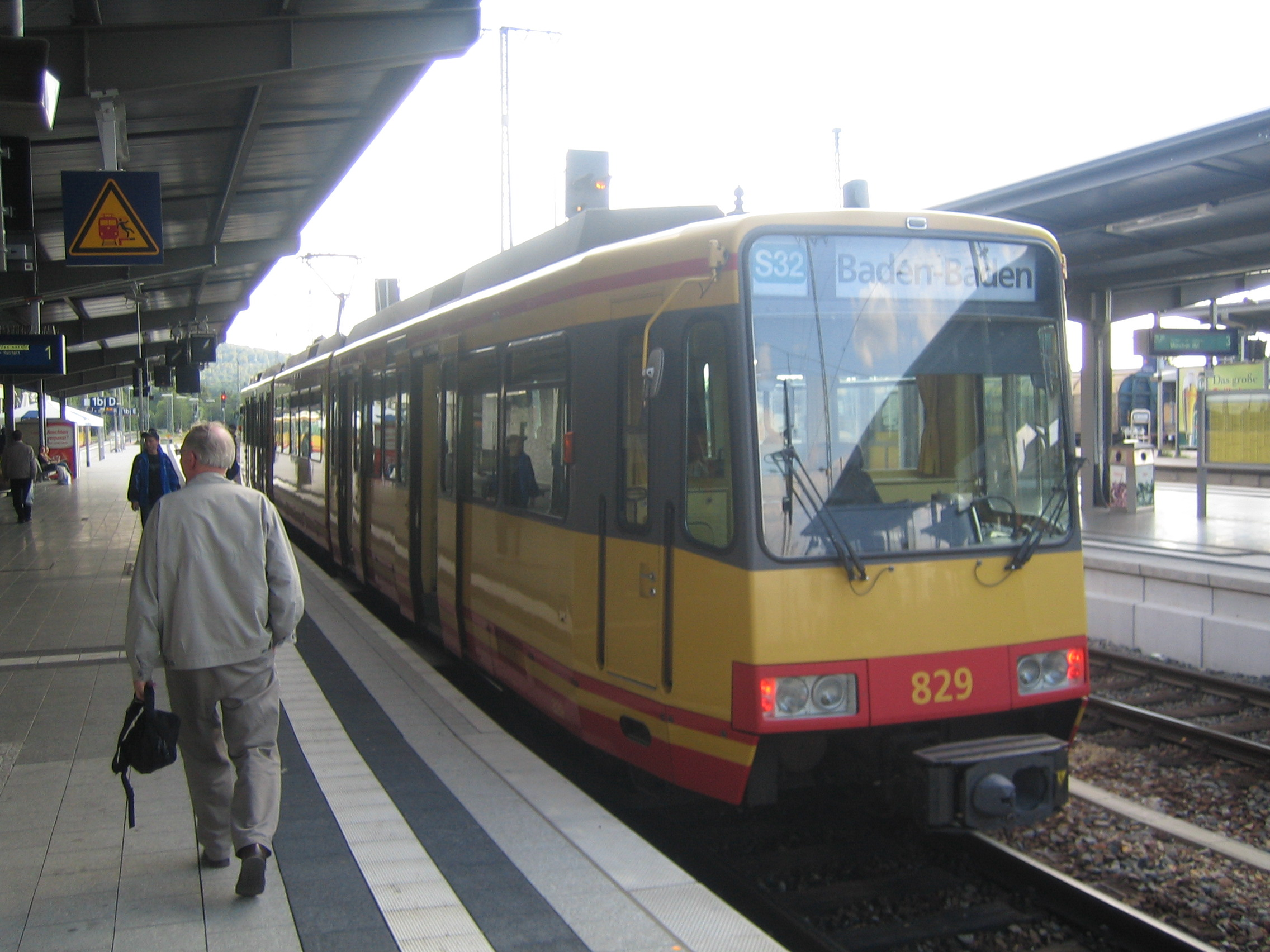
S32 Karlsruhe Stadtbahn у Брухзалі

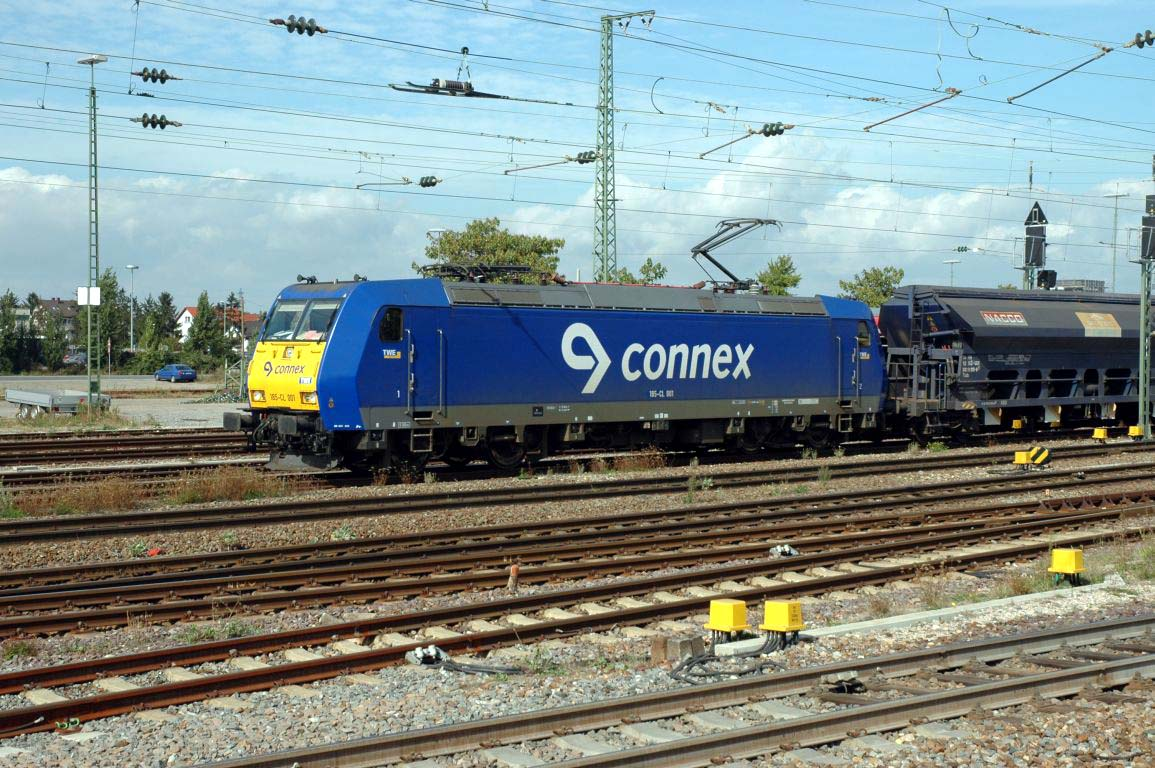
Вантажний поїзд на станції Брухзаль

Станція Брухзаль (нім. Bahnhof Bruchsal) — вузлова залізнична станція в місті Брухзаль, Баден-Вюртемберг, Німеччина.

## Історія
Початкова станція в Брухзалі була відкрита 10 квітня 1843 року у складі дистанції Карлсруе — Гейдельберг старої Баденської магістралі, яка зрештою сполучила Мангайм через Гайдельберг, Карлсруе, Баден-Баден і Фрайбург із Базелем і спочатку побудована з шириною колії 1600 мм (5 футів 3 дюйми).
Перша залізнична станція Брухзаль-Баденський мала три колії на спочатку одноколійній лінії, поворотну платформу, невелике депо для розміщення локомотива, який міг залишитися тут на ніч, і систему попереднього підігріву з резервуаром для води для паровозів. 

За кілька років побудовано другу колію. 
Станція набула більшого значення з відкриттям 1 жовтня 1853 року Вюртемберзької західної залізниці, яка сполучила Штутгарт і Брухзаль. 
Західна залізниця мала стандартну колію і власну станцію Брухзаль-Вюртемберзький з двома платформами, яка була розташована на схід від станції стороні початкової станції Брухзаль-Баденський. 
На південь від станції було побудовано локомотивне депо і товарний склад Вюртемберзької залізниці.
Оскільки широка колія Бадена була несумісною з сусідніми країнами, держава була стурбована втратою прибуткового транзитного сполучення. 
Тому в 1854 році баденські лінії були перешиті на 1435 мм стандартної колії всього за чотири місяці, після чого колії двох станцій Брухзаля було з’єднано.
Коли 23 листопада 1874 року між Брухзалем і Райнсгаймом було відкрито Брухрайнбан, а 15 травня 1877 року його продовжено до Гермерсгайма, розвиток Брухзаля як залізничного вузла було завершено. 
Міжміські послуги спочатку діяли в усіх напрямках: рух з півночі на південь від Гайдельберга через Карлсруе та Фрайбург до Базеля і далі на південь і схід на захід, рух із Мюнхена через Штутгарт, продовження руху до Саарбрюккена через Гермерсгайм, Ландау та Цвайбрюккен. 
У 1879 році Баденська державна залізниця за контрактом взяла на себе експлуатацію дистанції Брухзаль — Бреттен Західної залізниці.

### ХХ століття
5 березня 1896 року було відкрито приватну залізницю, яка починалася за 4.5 км в Убштадті і розгалужувалася на дві гілки до Менцінгена (Крайхтальбан) і Оденгайма (Кацбахбан). 
Остання продовжена до Гілсбаха 3 вересня 1900 року. 
Залізницею спочатку керувала Баденська місцева залізнична компанія (Badischen Lokal Eisenbahn Aktiengesellschaft, BLEAG). 
У 1932 році компанія перейшла під управління Німецької залізничної компанії (Deutsche Eisenbahn-Betriebsgesellschaft, DEBG), оскільки BLEAG змушений оголосити про банкрутство під час Великої депресії.
У 1890-1914 рр. станцію Брухзаль капітально реконструйовано. 
Після завершення будівництва нового вокзалу 15 травня 1900 року старий вокзал Брухзаль-Вюртемберзький демонтовано, на відміну від інших будівель.
Станція була зруйнована під час Другої світової війни, а після війни збудована нова. 
Як і по всій Німеччині, рух зі сходу на захід зменшився, і міжміські пасажирські перевезення між Брухзалем і Саарбрюккеном більше не діяли. Цим маршрутом курсували лише вантажні поїзди далекого прямування.
У 1950-х роках було електрифіковано Райнтальбан, Західну залізницю та дистанцію Брухзаль — Грабен-Нойдорф Брухрайнбану. 
Рух на дистанціях до Менцінгена та Гільсбаха значно зменшився у післявоєнний період, так що 1 жовтня 1960 року дистанцію Тіфенбах — Гільсбах було закрито для пасажирських перевезень через відсутність попиту. 
У 1963 році державна Південно-Західна німецька транспортна компанія (Südwestdeutsche Verkehrs-Aktiengesellschaft, SWEG) взяла на себе обслуговування залізниці. 
У той же час паровози на лінії поступово замінювались тепловозами. 
31 січня 1975 року дистанцію Оденгайм-Ост — Тіфенбах було закрито, а 1 червня 1986 року — дистанцію Оденгайм — Оденгайм-Ост.

### Сьогодення
Під час будівництва високошвидкісної залізниці Мангайм — Штутгарт наприкінці 1980-х років було збудовано сполучення над Райнтальбаном на північ від Брухзаля, що дозволило курсувати поїздам далекого сполучення за маршрутом Карлсруе — Брухзаль — Штутгарт. 
Кілька нещодавно створених маршрутів Interregio (IR) курсували цим маршрутом від Карлсруе через Брухзаль, Штутгарт, Аален і Нюрнберг до Дрездена; пізніше ці потяги курсували лише до Нюрнберга.
Оскільки лінії до Менцингена та Оденгайма опинилися під загрозою закриття, транспортна компанія Albtal-Verkehrs-Gesellschaft оголосила в 1994 році, що вона візьме лінії від SWEG під свою оруду і модернізує їх для роботи у складі Karlsruhe Stadtbahn. 
У тому ж році відкрито лінії штадтбану S3 (Карлсруе — Брухзаль) і S9 (Брухзаль — Бреттен). 
У вересні 1996 року лінію S3 було продовжено на Крайхтальбан до Менцингена. 
Через два роки Кацбахбан інтегровано як лінія S31 мережі штадтбану. 
Обидві залізниці електрифіковані. 
Щодня на станції зупиняється рейс Intercity-Express 31 (з Кіля через Рур). 
Кожні дві години курсують міжміські рейси до Гамбурга та Мюнхена.
Станція має 5 наскрізних платформних колій (1–5), три тупикові платформні колії (6–8) і три наскрізні без платформ для вантажних поїздів. Колії 1–3 мають дві секції (пронумеровані «a» або «b») з різною висотою платформи, щоб обслуговувати рівень дверей як потягів штадтбану, так і нижчих поїздів, таких як Deutsche Bahn , що виконує міжміські рейси. 
Колія 1b зазвичай обслуговується лініями штадтбану S31/S32 переважно до Карлсруе, але потяги до Менцингену та Оденгайму також іноді зупиняються там, але зазвичай зупиняються на колії 3. 
Колія 1a використовується дуже рідко. 
Regional-Express до Штутгарта зупиняються на колії 2b, а поїзди S4 S-Bahn Рейн-Неккар також зупиняються там під час півгодинної стоянки в Брухзалі. 
Колія 3 є платформою для магістральних сполучень до Гайдельберга та високошвидкісної залізниці Мангайм — Штутгарт. 
Колія 4 — платформа у зворотному напрямку до Карлсруе. 
Однак потяги Regional-Express до Гайдельберга також зупиняються тут, оскільки схема колії не дозволяє їм використовувати колію 3. 
Колія 5 використовується лише погодинним сполученням S33 до Гермерсгайма. 
Платформа 6, що виходить на південь, обслуговує лінію штадтбану S9 до/з Мюлаккера та Бреттена. 
Колія 7 і 8 обслуговують трафік північного напрямку. 
Колія 7 використовується лише для поїздів штадтбану до Менцингену та Оденгайму. 
Колія 8 майже виключно використовується для зберігання поїздів.

## Операції

### Далеке прямування
| Лінія  | Маршрут | Інтервал             |
| ------ | --- | -------------------- |
| ICE 26 | (Остзебад-Бінц – Штральзунд}) – Гамбург – Ганновер – Кассель-Вільгельмсхгее – Гіссен – Франкфурт-на-Майні – Гайдельберг – Брухзаль – Карлсруе | Кожні дві години     |
| ICE 42 | Дортмунд – Кельн – Кобленц – Франкфурт-на-Майні – Мангайм – Брухзаль – Штутгарт – Ульм – Аугсбург – Мюнхен                                    | Одна послуга на день |
| ICE 60 | (Базель SBB — Фрайбург – Оффенбург –) Карлсруе – Брухзаль – Штутгарт – Аугсбург – Мюнхен                                                      | Кожні дві години     |

### Регіональні
| Лінія   | Маршрут | Інтервал                                                                                  |
| ------- | --- | ----------------------------------------------------------------------------------------- |
| RE 17b  | Гайдельберг – Брухзаль – Мюлаккер – Файгінген-ан-дер-Енц – Бітіггайм-Біссінген – Штутгарт                       | Кожні 120 хв                                                                              |
| RE 73   | Гайдельберг – Брухзаль – Карлсруе                                                                               | Кожні 60 хв                                                                               |
| MEX 17c | Брухзаль – Гельмсгайм – Бреттен – Маульбронн-Вест – Мюлаккер                                                    | Кожні 60 хвилин до Штутгарта, кожні 30 хвилин до Бреттена в годину пік                    |
| S3      | Гермерсгайм – Шпаєр – Людвігсгафен-на-Рейні – Мангайм – Гайдельберг – Віслох-Вальдорф – Брухзаль – Карлсруе     | Кожні 30/60 хв                                                                            |
| S 31    | (Ойтінген-ім-Гой –) Фройденштадт – Байерсбронн – Форбах – Раштат – Муггенштурм – Карлсруе – Брухзаль – Оденгайм | Кожні 60 хвилин, пн-пт у другій половині дня разом із S 32 до Убштадт-Ост кожні 20 хвилин |
| S 32    | Ахерн – Баден-Баден – Раштат – Муггенштурм – Карлсруе – Брухзаль – Менцинген (Баден)                            | Кожні 60 хвилин, пн-пт у другій половині дня разом із S 31 до Убштадт-Ост кожні 20 хвилин |
| S 33    | Гермерсгайм – Грабен-Нойдорф – Філіппсбург – Брухзаль                                                           | Кожні 60 хв                                                                               |
| S 4     | Гермерсгайм – Шпаєр – Людвігсгафен (Рейн) – Мангайм – Гайдельберг – Віслох-Вальдорф – Брухзаль                  | Кожні 60 хвилин (ранок/вечір)                                                             |